# Drač
Drač (albánsky Durrës, italsky Durazzo) je jedno z největších měst v Albánii, na břehu Jaderského moře. Je hlavním přístavem země a do roku 1920 byla i hlavním městem. Nachází se v centrální části země, 33 km západně od metropole Tirany, s niž tvoří prakticky jednu aglomeraci. podél severního okraje Dračského zálivu (alb. Gjiri i Durrësit).

## Název
Název města má původ ve starořeckém Δυρράχιον (Dyrrhachion), které patrně pochází z ilyrského výrazu pro příboj. Latinská podoba Dyrrhachium, poprvé doložená ve 3. století př. n. l., byla pak různě zkomolena – albánsky jako Durrës, italsky (Benátčany) jako Durazzo, slovanskými jazyky jako Drač (Драч) a turecky jako Dıraç.

## Historie

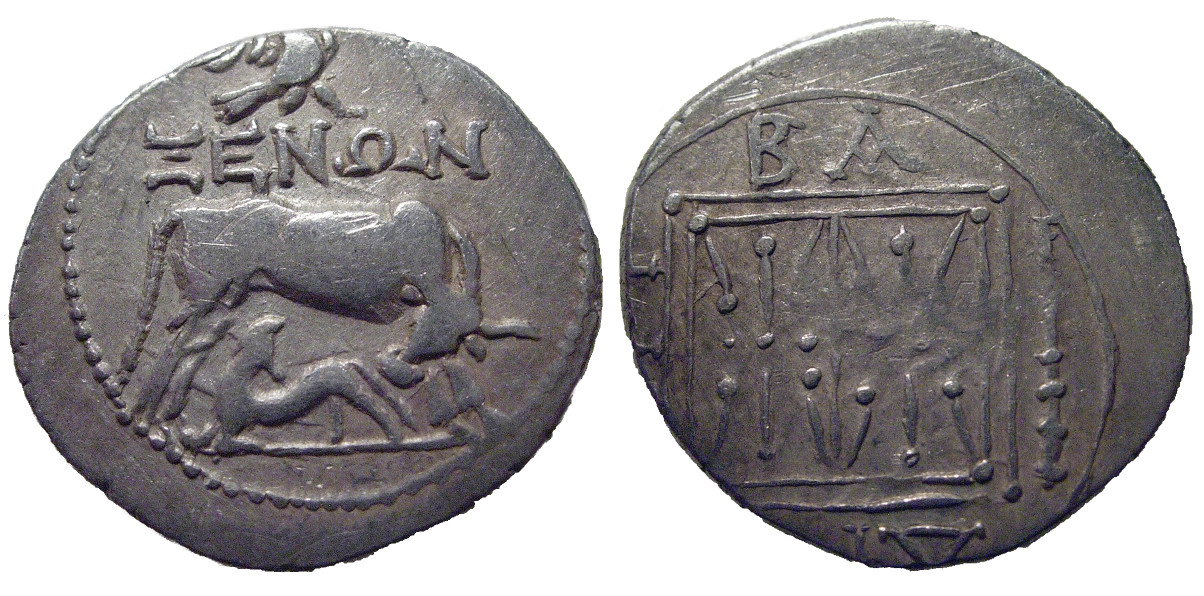
Starořecké mince nalezené v Drači

Drač byla založena řeckými kolonisty z Korintu a Korfu v 7. století př. n. l. Z období nejstarší existence města se do současné doby nicméně nedochovalo téměř nic. Podle legendy vzniklo město při boji Herakla proti svým bojům. Ten se postavil za místního vládce, jehož jméno znělo Dyrrachus. Místní obyvatelé dodnes považují Herakla za jednoho ze zakladatelů Drače. Původní řecký název osady zněl nicméně Epidamnos.
Na místě současného Drače se nicméně vystřídala celá řada kultur a civilizací. Dle starověkých písemností zde v 10. století př. n. l. žili ilyrští Taulantové a pravděpodobně také Liburnové. Řečtí kolonisté tak přišli již do osídleného kraje, v prostoru dnešního středu města zbudovali osadu v roce 627 př. n. l. Vznikl tak malý přístav. Řekové se postupem v průběhu desetiletí promísili s místními Taulanty. Navíc spolu s nimi vyhnali z oblasti Liburny, další starověký kmen, který obýval oblast střední Albánie.
Gaius Valerius Catullus Drač označil za hospodu Jadranu, neboť se v přístavu často zastavovali početní poutníci, kteří z Apeninského poloostrova cestovali směrem do východního Středomoří.
Po skončení ilyrských válek v roce 229 př. n. l. přešlo město pod římskou správu. Ilyrové byli poraženi a z regionu vyhnáni. Římská říše Drač přebudovala v klíčovou vojenskou a námořní základnu. Do města byla vedena silnice Via Egnatia, která pokračovala dál na Balkán; další silnice směřovaly např. po pobřeží na jih do města Butrintu. V té době se začal také používat latinský název města Dyrrachium, řecký Δυρράχιον/Dyrrachion. Během římské občanské války došlo v blízkosti přístavu v roce 48 př. n. l. k bitvě mezi Juliem Caesarem a Pompeiem, ve které Caesar prohrál. Později římský císař Augustus z Drače učinil město pro vojenské veterány svých legií, které se účastnily Bitvy u Actia. Byla také vyhlášen svobodným městem (latinsky Civitas libera).
Drač byla pravděpodobně jedním z prvních evropských měst, kam začalo okolo přelomu letopočtu pronikat po moři z Blízkého východu křesťanství. Město měl údajně navštívit i sám Pavel z Tarsu.
V letech 393–400 jej obsadil vizigótský král Alarich I.
Ve 4. století se město stalo metropolí římské provincie Epirus nova. Navíc se také proslavilo jako rodiště východořímského císaře Anastasia I. V 5. století Drač poškodilo silné zemětřesení, po němž část pobřeží i se zástavbou trvale zaplavilo moře. Škody se projevily především na opevněních a vojenských stavbách, které Byzantinci nařídili přestavět. Poté tak získala Drač jedny z nejmohutnějších hradeb na území západního Balkánu. Hradby, které v tomto století vznikly, byly vysoké 12 metrů a dostatečně široké na to, aby dle dobových historiků po jejich vrcholku mohlo jet čtyřspřeží koní. Některé části původních hradeb se dochovaly až do současné doby. V období čtvrtého a pátého století město zaznamenalo také díky množství obchodníků a řemeslníků období svého největšího rozkvětu.
V roce 481 obléhal město ostrogótský král Theodorich Veliký. V následujících stoletích učinila početné výpady na město i bulharská vojska.
Nejspíše v prvním desetiletí 9. století se Drač stala sídlem jednoho z tzv. themat, militarizovaných správních okrsků Byzantské říše. V polovině téhož století se nicméně vnitrozemí za Dračí dostalo na nějakou dobu pod bulharskou nadvládu a Byzantincům zůstalo město samotné a úzký pruh při pobřeží. Bulhaři samotnou Drač dobýt nedokázali.  Až do 10. století nicméně zůstávalo město v byzantských rukou, poté se pravděpodobně pod vlivem sňatkové politiky stalo součástí bulharského carství. Bulharský car Samuel jmenoval Ašota Taronita správcem města, ten však utekl do Konstantinopole a žádal byzantského císaře o svržení Bulharů. Ten mu nakonec vyhověl; v roce došlo 1005 k obsazení města byzantským vojskem. Slovanský název města Drač se poprvé objevil nejspíše někdy okolo roku 1018.
Význam Drače byl v 11. a 12. století definován především přítomností byzantského vojska a církevních institucí. Ekonomický význam města byl relativně malý a jen stěží se mohl rovnat období své slávy v dobách antiky. V roce 1081 byla Drač obsazena spolu s částí současné Albánie Normany s Robertem Guiscardem v čele. Normané však drželi město pouze krátce; o svůj návrat se ještě neúspěšně pokusili v letech 1107 a 1108, poté Drač dokázali vyplenit ještě v roce 1185.

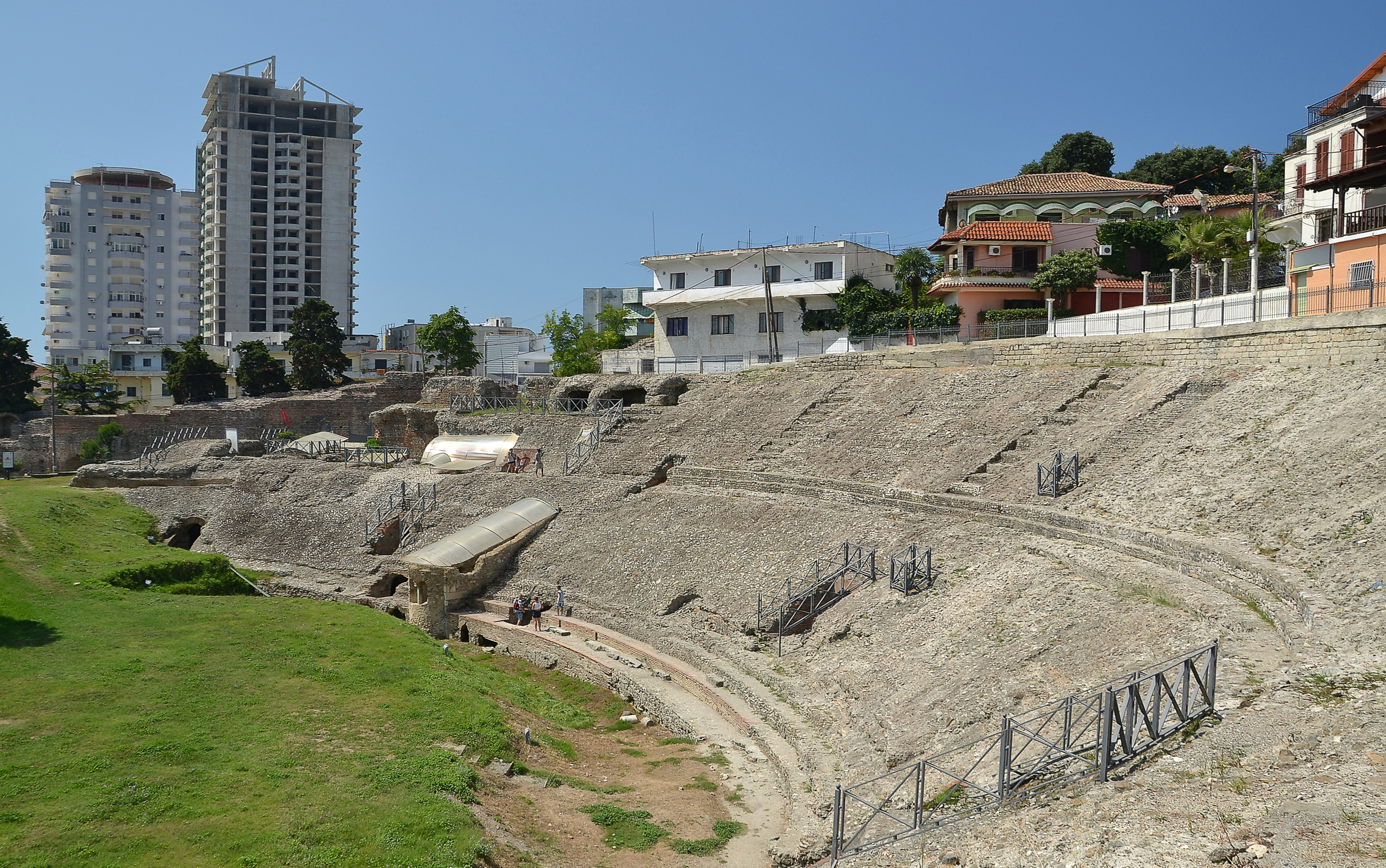
Římský amfiteátr

V roce 1205 se souvislosti s čtvrtou křížovou výpravou a rozvrácením Byzance zmocnila města Benátská republika, která zde ustanovila autonomní[zdroj?] Dračské vévodství. O sedm let později bylo město dobyto vojsky Epirského despotátu, jednoho ze států vzniklých na troskách dočasně rozvrácené Byzantské říše. Časté střídání vládců provázelo město i po celé 13. století. Po nějakou dobu byla Drač pod kontrolou Sicilského království, usiloval o něj ale opět i Epirský despotát. V roce 1272 zde bylo vyhlášeno království pod vedením Karla I. z Anjou. Drač byl jeho hlavním městem. Dle Georgia Pachyméra postihlo v roce 1267 Drač silné zemětřesení; nebylo však v té době jediné. Země se zde třásla ještě jednou v roce 1273, ale škody se podařilo během několika málo let odstranit. V roce 1296 Drač dobyl srbský král Milutin a udržel ji pod svojí vládou devět let. Z téhož století pocházejí také první písemné záznamy o existenci židovské komunity, která v Drači žila, a která se věnovala především obchodu se solí. Obchod se solí z Drače zahájili nejspíše kupci původem z Dubrovníka; okolní laguny se ukázaly být vhodným místem pro zřízení salin.
Srbská nadvláda nad Dračí probíhala ještě v letech 1319–1322. Přestože srbský car Štěpán Dušan ovládl téměř celé území současné Albánie v polovině 14. století, Drač byla jediným městem, které zůstalo dynastii Anjouvců. Neustálý boj mocností o město a region vyústily v pestrou náboženskou strukturu obyvatelstva. Zatímco Byzantinci a Srbové posilovali vliv pravoslavné, resp. ortodoxní církve, ze západu byla prosazována Římskokatolická církev. Od roku 1272 bylo město sídlem biskupa a v roce 1278 zde byl založen i dominikánský klášter. Obyvatelstvo bylo smíšené i jazykově a co do etnického původu. Zastoupeni byli Řekové, Židé, Albánci a část místních mluvila také latinsky. Žilo zde v té době zhruba dvacet pět tisíc lidí.

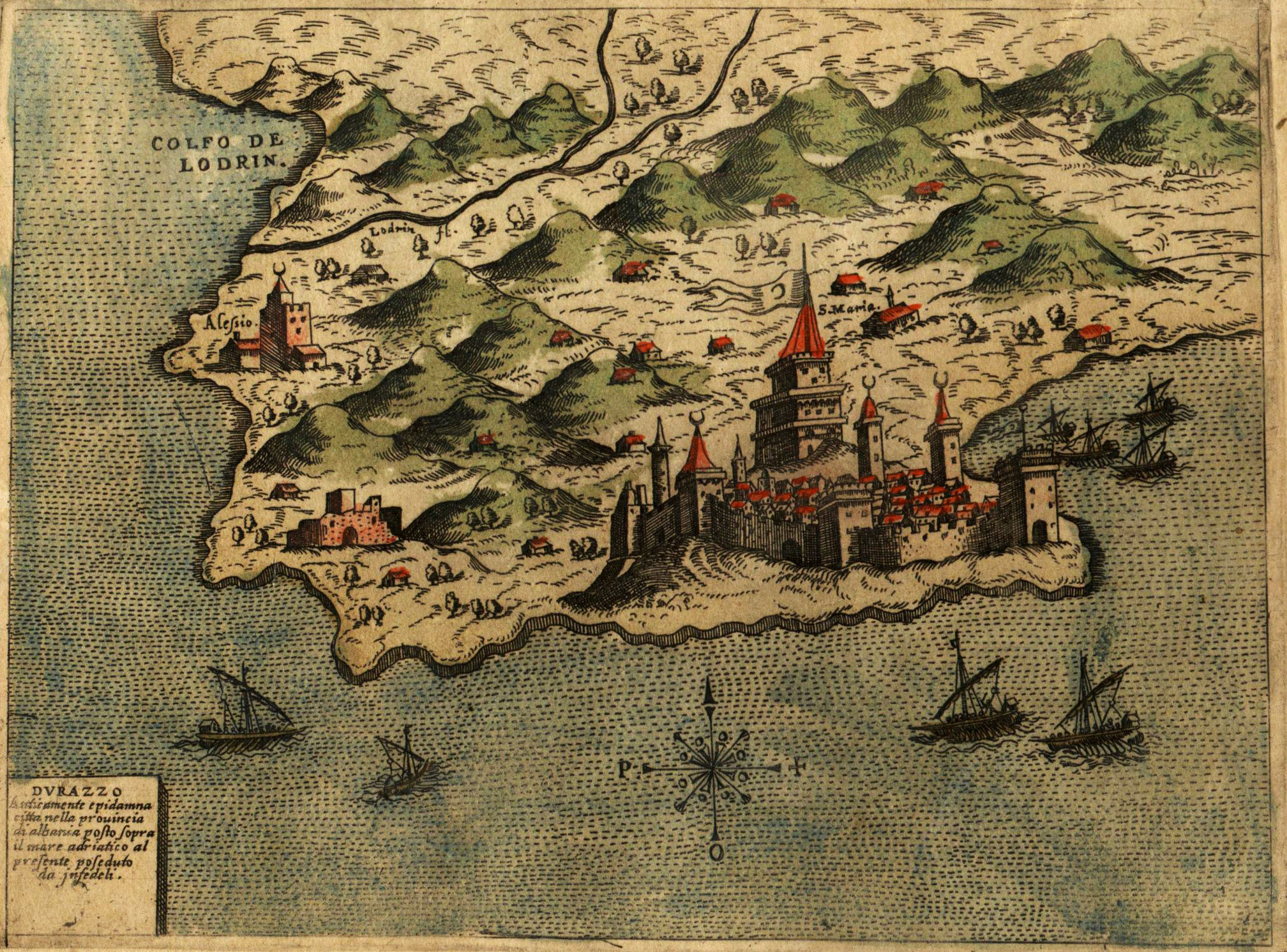
Město na obraze z roku 1573

Po smrti Štěpána Dušana v roce 1355 skončilo srbské panství nad albánským přístavem definitivně a Drače se zmocnil albánský feudální rod Thopiů (v r. 1382). Ti byli v roce 1392 vytlačeni Benátskou republikou. Benátčané dokázali město udržet poměrně dlouhou dobu; v roce 1466 odrazili tureckou invazi pod vedením sultána Mehmeda II., v roce 1501 se však Osmané města zmocnili nadobro. Během několika set let turecké nadvlády bylo obyvatelstvo postupně islamizováno. Vzhledem k přerušení čilých obchodních vztahů se zbytkem Středomoří a nástupu orientální mocnosti však prosperita Drače značně utrpěla a město ztratilo svůj dřívější význam. Situace se zlepšila až poté, co Turci podepsali Karlovický mír v roce 1699 a z velkého impéria spadlo břímě vedení nekonečných válek s evropskými zeměmi. I když situace nebyla idylická a srovnatelná s obdobím středověku nebo antiky, počátek 18. století představoval pro Drač mírný hospodářský vzestup. V závěru století začal růst význam Skadaru co do obchodu a Drač postupně upadala. V druhé polovině 19. století dosahoval počet obyvatel pravděpodobně jen několika tisíc lidí. Západní cestovatelé z počátku 20. století popisovali Drač jako malé město s opuštěnými budovami stojícími mezi rozvalinami monumentálních byzantských staveb, pozůstatky opevnění a kostelů. Ruský diplomat a etnograf Ivan Jastrebov zde zaznamenal sotva několik stovek domů. Běžný byl výskyt malárie ve městě.
I přes svůj úpadek sehrálo město v albánském boji za nezávislost na Osmanské říši klíčovou úlohu. Dne 26. listopadu 1912 byla právě zde vyhlášena samostatnost Albánie. Drač se stala provizorním hlavním městem státu. Ještě v ten samý den byla nicméně obsazena Srbskem, které se snažilo (spolu s Černou Horou) zajistit v oblasti severní Albánie lepší přístup k moři. Drač měl být hlavním srbským přístavem. Po intervenci evropských mocností se nakonec srbská armáda v dubnu 1913 z města stáhla.

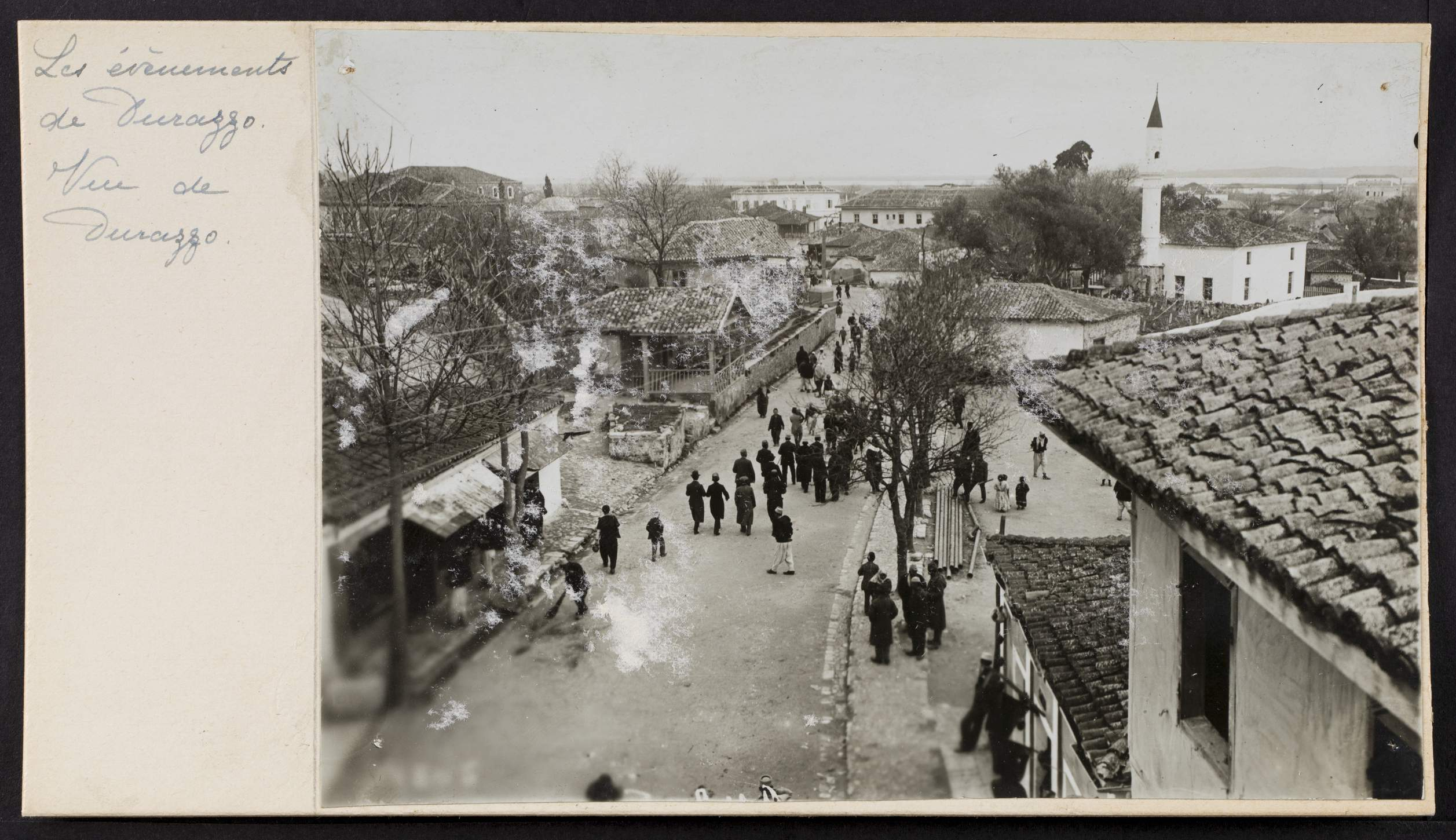
Pohled na město na začátku 20. století

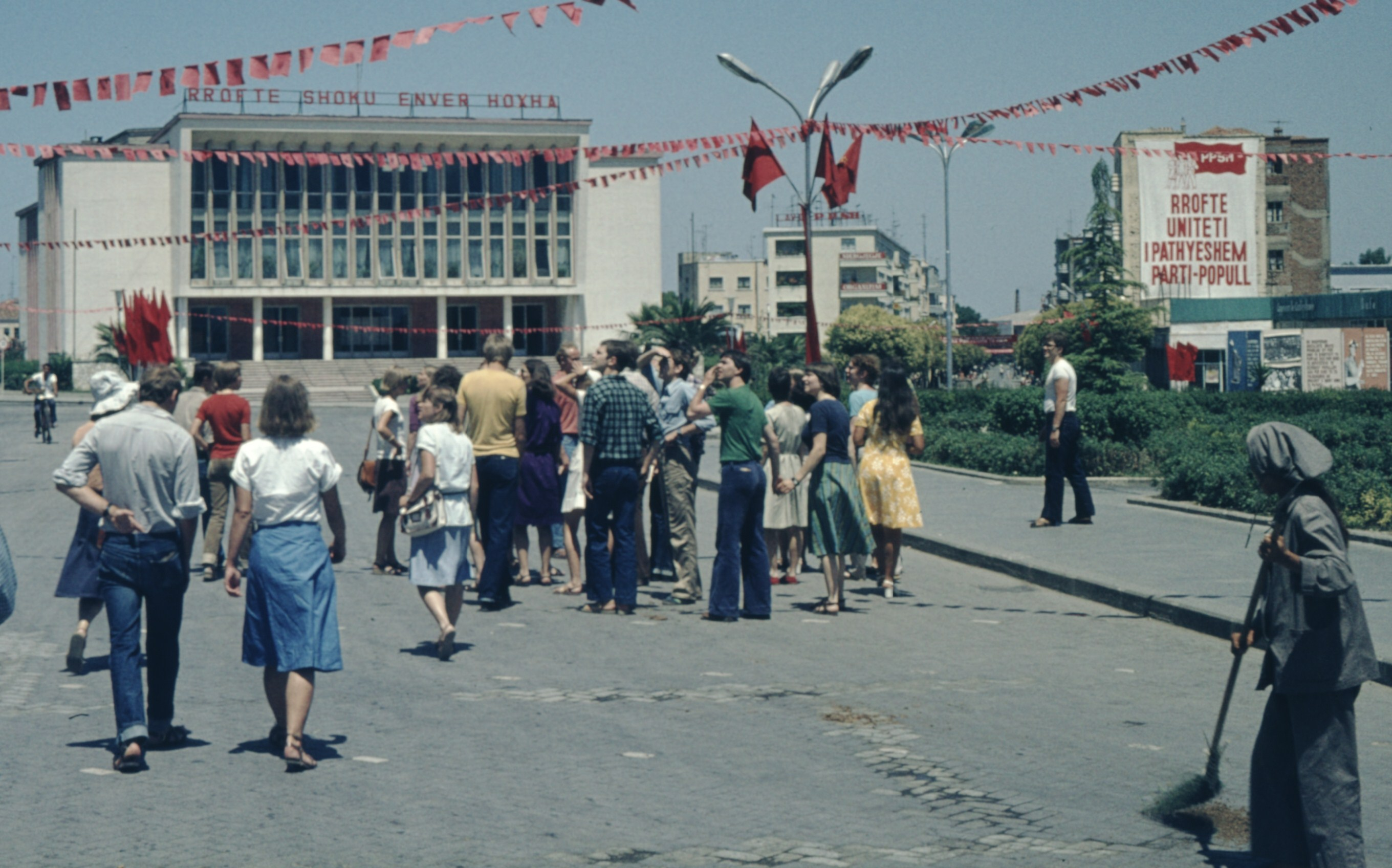
Divadlo v Drači v roce 1978

Až do roku 1920, kdy tehdejší král Wilhelm Wied rozhodl o přesunu metropole do Tirany, zůstávala Drač hlavním městem země.
Během první světové války bylo město okupováno italským vojskem a po roce 1916 Rakousko-Uherskem. V závěru roku 1918 se v dračském zálivu odehrála námořní bitva, při níž dohodové mocnosti ostřelovaly rakouské lodě. Rakouští námořníci z lodí uprchli, škody byly především materiální povahy na místních budovách a ztrát na lokálním obyvatelstvu. Dne 16. října 1918, jen několik málo dní před kolapsem Rakousko-Uherska, byla Drač obsazena italským vojskem.
V roce 1922 bylo město obsazeno povstalci ze severní Albánie.
V meziválečném období se jako hlavní přístav nezávislé Albánie začalo město po dlouhém období stagnace začalo podstatněji rozvíjet. Vláda investovala nemalé prostředky především do modernizace místního přístavu, který se měl stát bránou pro zahraniční zboží do země. Potřebné technologie a investice zajistily italské firmy. Moderní přístav pro potřeby obchodních lodí byl v Drači budován v polovině 20. let 20. století dle návrhu italského inženýra Luigiho Luiggiho a dokončen v roce 1927. Mořské dno bylo prohloubeno až do sedmi metrů. Nový přístav učinil konec kotvení lodí na otevřeném moři, které bylo nebezpečné. Ačkoliv již město nebylo sídlem albánské vlády, nechal tehdejší král Zog I. vybudovat v Drači svůj letní palác, který se stal jednou z dominant města.
Město bylo částečně postiženo zemětřesením v roce 1926. Jeho obnova byla dalším z impulzů pro modernizaci původně orientální Drače. V roce 1930 zde žilo 19 389 lidí,
V roce 1934 byla Drač neplánovaně a bez oznámení tehdejší albánské vládě navštívena jednotkami italského námořnictva. Událost byla víceméně manifestací italského vlivu nad sousední Albánií a nátlak na albánského krále Zoga I. aby přístav předal do italské správy a reorganizoval armádu a policii dle italského vzoru. Král nakonec svolil k tomu, aby byl přístav dán v polovině 30. let 20. století do správy italské firmy a na jeho další modernizaci si vláda vzala půjčku ve výši tří milionů franků.
V dubnu 1939 byla Drač, stejně jako zbytek Albánie, okupována Itálií a anektována. Z Drače byly vyslány italské jednotky pro okupaci většiny země, stejně jako do následujícího boje s Řeckem. Místní vojenské i policejní posádky kladly okupantům jen malý odpor, neboť byly totálně přečísleny. Odpor kladla pouze ulice a jednotky vedené Abazem Kupim. Italská okupační správa, vědoma si klíčového významu přístavu, nechala vypracovat velkolepý plán přestavby a modernizace města. Urbanistický plán Drače, který předpokládal vznik pravoúhlé sítě ulic, zhotovili v roce 1942 italští architekti Leone Carmignani a Gherardo Bosio. Inspirován byl tím, který byl již dříve realizován alespoň z části v Tiraně. Samotné centrum města mělo být až na jednu velkolepou třídu a náměstí nicméně ušetřeno radikálního bourání orientálních domů z tureckých časů. Historické objekty měly být obklopeny parky a zelení. Nová výstavba měla vzniknout dále od města. Do Drače měla být také přivedena železnice, která italští okupanti po dobu své nadvlády nad Albánií přikládali zásadní význam. Její výstavbu však během několika málo válečných let zrealizovat nedokázali.
V závěru války byla Drač bombardována spojeneckým letectvem a těžce poškozena. Po kapitulaci Itálie Drač obsadili němečtí vojáci. Při svém stahování před postupujícími albánskými partyzány nechali vyhodit do povětří zbytky přístavu. Město bylo osvobozeno dne 14. listopadu 1944.
Po nástupu komunistické strany k moci bylo město radikálně přebudováno. Vznikly moderní budovy, kulturní centra apod. Nábřeží bylo přestavěno jako široká promenáda, která sloužila především k pořádání různých politických manifestací na podporu Albánské strany práce. V souladu s plánem industrializace země zde byly vybudovány nové podniky těžkého průmyslu a rozšířen a obnoven původní přístav. V roce 1947 byla právě odsud zahájena výstavba první albánské železnice směrem do Tirany. Vznik historicky první trati spojující dvě největší města v zemi se uskutečnil ještě s podporou sousední Jugoslávie, sousední země pomohla i obnovou zmíněného přístavu. Po zhoršení vzájemných vztahů s Jugoslávií bylo město propagováno jako turistická destinace; Drač navštívili v 50. letech občané Sovětského svazu a například Československa. Město bylo pro sovětskou pomoc určenou k rozvoji Albánie hlavní vstupní branou, neboť právě sem byly vysílány lodě z Oděsy se stroji, potravinami a dalšími potřebnými věcmi.
Královský palác byl přebudován na rekreační centrum albánské mládeže.
V 80. letech 20. století bylo město na krátkou dobu přejmenováno po Enveru Hodžovi na Durrës-Enver Hoxha. I před pádem komunistického režimu byla nicméně rozvíjena turistika na atraktivním pobřeží Jaderského moře. Vznikl zde na svoji dobu luxusní hotel Adriatiku. Jižním a východním směrem od dračského přístavu se nachází dlouhá pláž, jejíž využití pro turistickou riviéru bylo přímo předurčeno. K masivní výstavbě hotelových komplexů a další infrastruktury nicméně došlo až po společenských změnách v roce 1991. V nepříliš úspěšných 90. letech, které přivedly zemi na pokraj ozbrojeného konfliktu, ekonomický krach a další komplikace, se město stalo hlavním centrem emigrace z Albánie. Z dračského přístavu odcházely tisíce lidí především do nedaleké Itálie, ale i do dalších západoevropských zemí. Jen v březnu 1991 z města odcestovalo na 20 000 lidí. V srpnu 1991 tisíce lidí obsadily místní přístav chtějíc se vystěhovat ze země.
V roce 1997 byly ve městě rozmístěny mezinárodní mírové jednotky v rámci tzv. Operace Alba, které měly zajistit pořádek po zhroucení pyramidových her a ztrátě úspor většiny obyvatelstva. V roce 1999 zde byly přítomny i jednotky KFOR během války v Kosovu.
V 90. letech 20. století došlo také k dramatickému nárůstu počtu obyvatel města, neboť pád komunistického režimu umožnil překotnou urbanizaci celé země. Lidé z odlehlých vesnic hledali lepší uplatnění ve městech, a Drač byla jako jedno z největších atraktivním cílem. Až do roku 2003 rostl počet obyvatel Drače o 7 % ročně. V některých oblastech docházelo (a stále dochází) k rozvoji zástavby bez souhlasu místních úřadů a řádného plánování (např. v lokalitě Këneta). Řada domů roste jako černé stavby. Město bylo přeorganizováno z administrativního hlediska do celkem pěti částí. Největší tlak na novou výstavbu nicméně přetrvává buď v centru města, nebo v blízkosti dálnice do Tirany.
Na počátku 21. století bylo město modernizováno; cílem bylo odstranit zaostalost především v oblasti infrastruktury. Na břehu moře vznikla celá řada hotelů a dalších turistických komplexů. Obnoveno bylo historické jádro města, zvýšil se počet turistů, kteří Drač navštěvují. Z Tirany byla zavedena první čtyřproudá silnice (SH2). Panorama města doplnila řada výškových budov. Po několika desítkách let násilného ateismu byly obnoveny kostely a mešity.
V druhé dekádě uvedeného století byl iniciován projekt s názvem Veleira, který si kladl za cíl modernizovat prostor nedaleko místního přístavu. Stal se nicméně terčem kritiky místních obyvatel. Hodnota celého projektu dosahovala 4,6 milionů eur. Přístav má umožnit rozvoj města a Edi Rama jej označil, že promění Drač v "nové Monako". Má zde kotvit až 280 jacht. Byla také vybudována cyklostezka v délce sedmi kilometrů po mořském pobřeží.

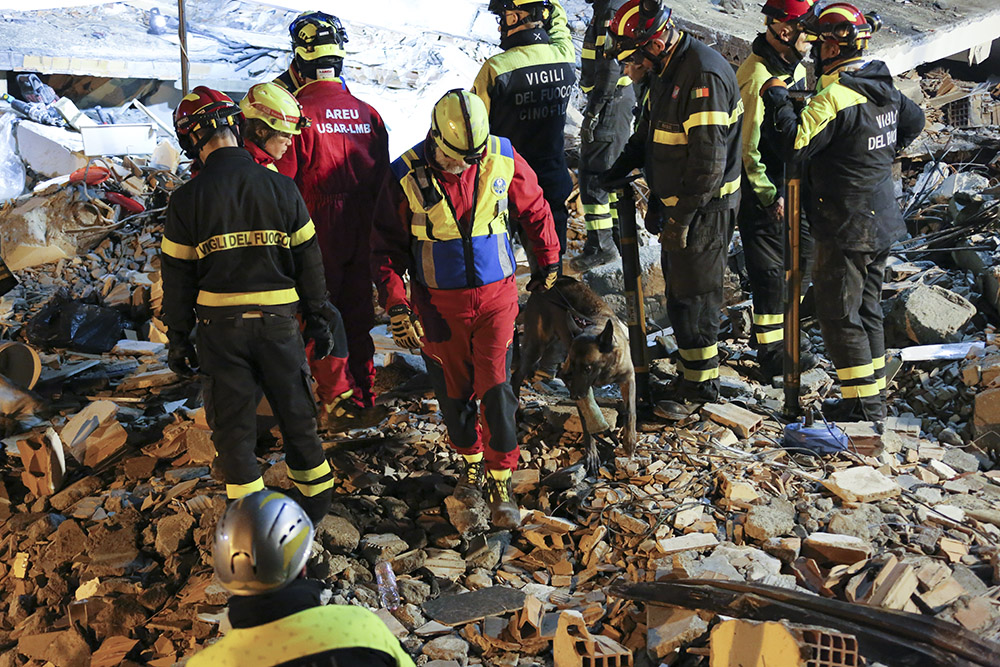
Záchranné práce v roce 2019 po zemětřesení

V listopadu 2019 zasáhlo Drač spolu s jeho okolím zemětřesení o síle 6,4 a 5,4 stupňů Richterovy škály. Zemětřesení zde poničilo několik obytných budov a i některé historické objekty, jako např. pozůstatky středověkých hradeb města. Zahynulo při něm 52 lidí.
V roce 2022 uskutečnil dračský magistrát architektonickou soutěž, jejímž předmětem byla přestavba oblastí, kde se nachází římské památky (např. amfiteátr) na archeologický park, který by zachoval a zdůraznil hodnotu více než tisíciletých staveb. Albánská vláda v témže roce zamýšlela rovněž umístit do Drače základnu NATO. Modernizován má být rovněž i místní přístav.

## Podnebí

Panorama mořského břehu severně od středu města

Drač má teplé středomořské podnebí s kontinentálními vlivy. Léta jsou horká a suchá, zimy relativně mírné. Prší především na podzim (hlavně v listopadu) a na jaře. Nejnižší průměrné teploty jsou v lednu s průměrnými nočními minimy okolo 5 °C a denními maximy okolo 12 °C. V létě se průměrné teploty pohybují mezi 21 °C v noci po 28 °C ve dne.

## Obyvatelstvo

### Struktura obyvatelstva
Město Drač je jako administrativní jednotka druhá co do počtu obyvatel hned po Tiraně. V roce 2011 žilo na území města 113 249 obyvatel. Po připočtení obcí, které byly k Drači připojeny v roce 2015 v souvislosti se správní reformou jednotlivých albánských obcí dosáhl celkový počet obyvatel 175 110.
Vývoj obyvatelstva města v období od roku 1850 probíhal následujícím způsobem:
| 1850  | 1927  | 1979   | 1989   | 2001   | 2011    | 2015    | 2023    |
| ----- | ----- | ------ | ------ | ------ | ------- | ------- | ------- |
| 1 000 | 5 175 | 66 200 | 82 719 | 99 546 | 113 249 | 132 769 | 101 728 |

### Náboženský život

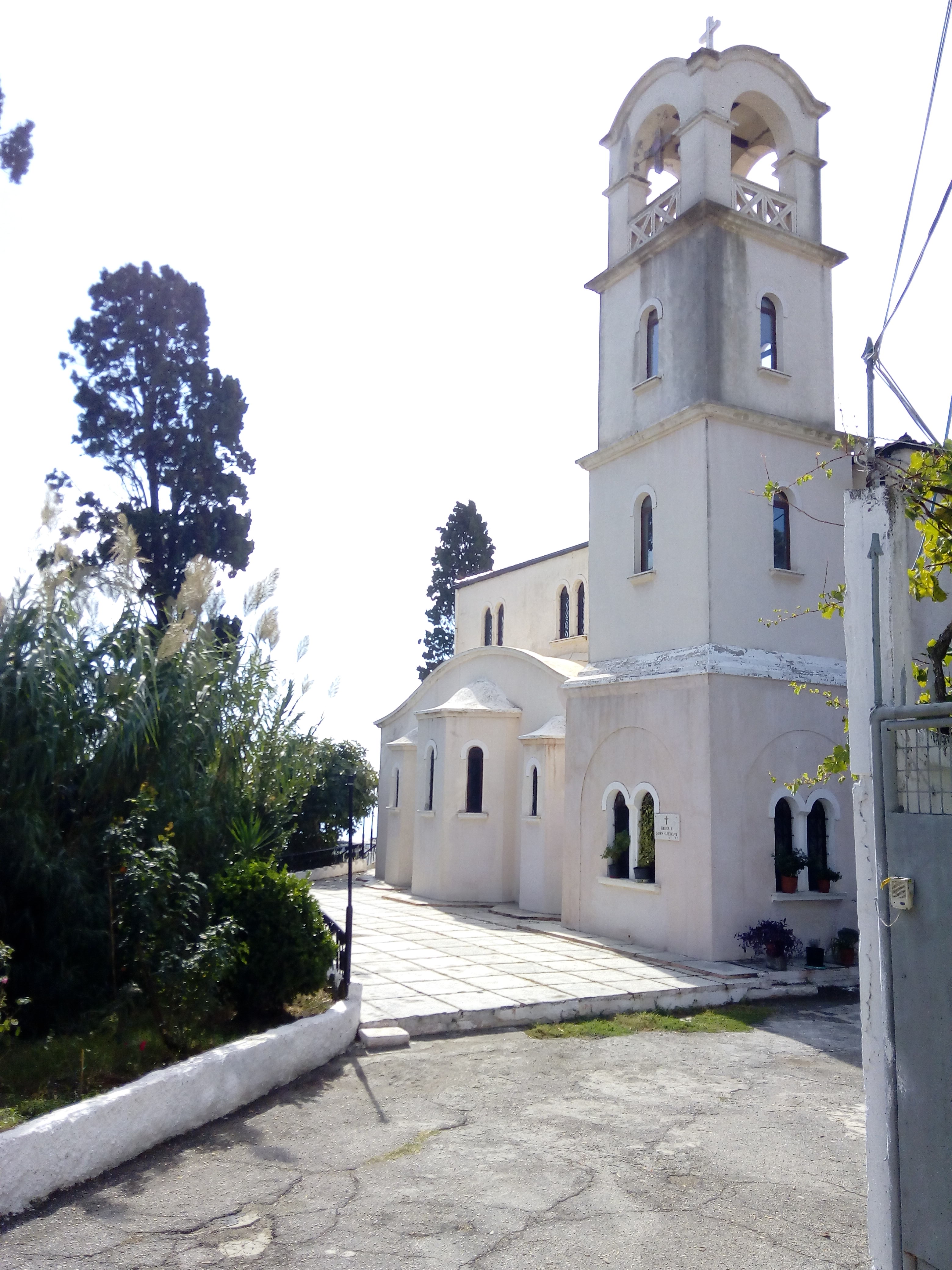
Ortodoxní kostel v Drači

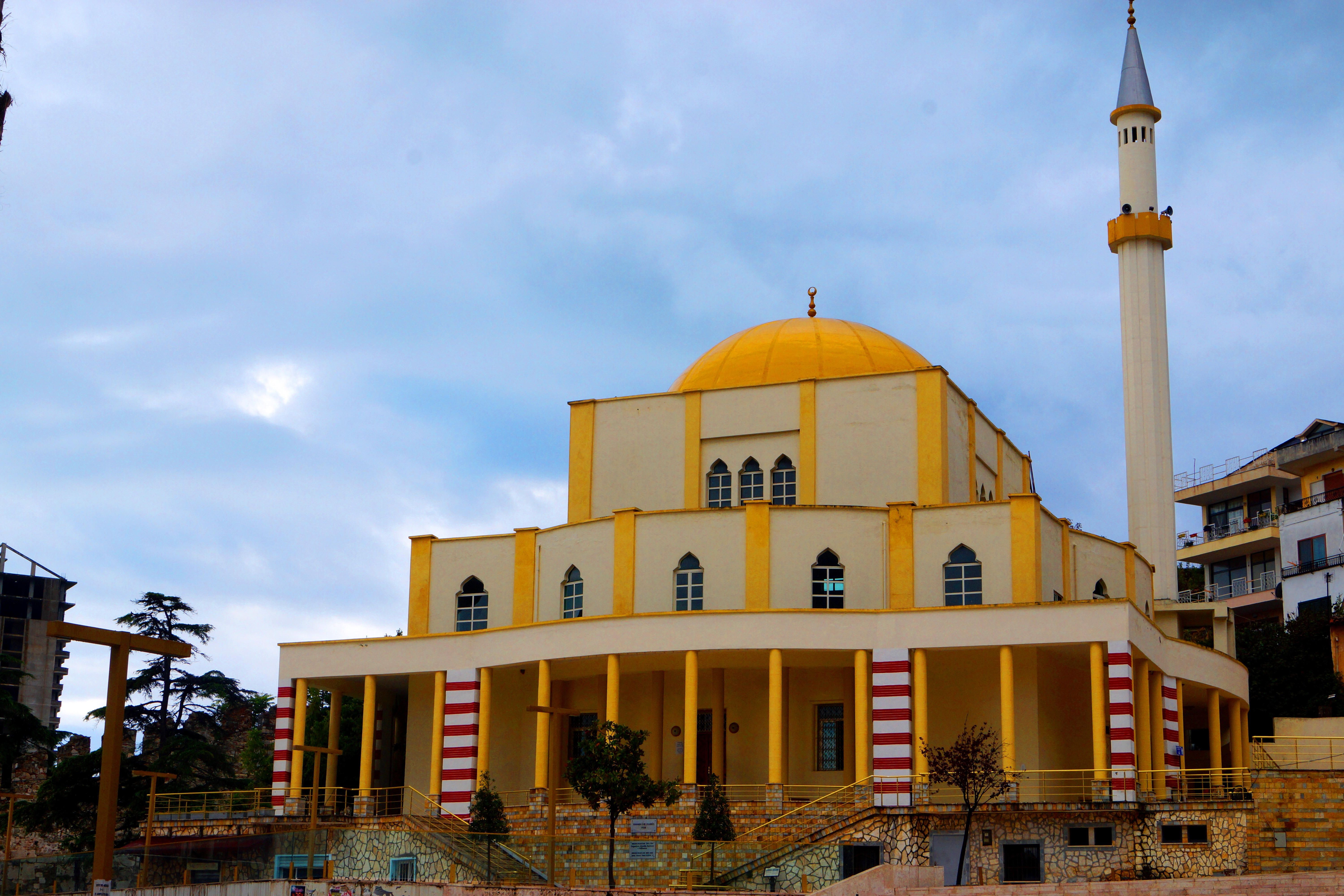
Velká mešita ve středu města

Většina obyvatel Drače se hlásí k sunnitskému islámu, menší část ke křesťanství. V celém kraji se 67,46 % obyvatel hlásilo k sunnitskému islámu a 4,53 % k různým křesťanským církvím. Většina křesťanů byla ortodoxního vyznání, k Římskokatolické církvi se přihlásilo pouhých 0,12 % obyvatel kraje.
Pro potřeby křesťanů slouží katedrála sv. Lucie, která se nachází v centru města, a která do roku 1991 byla vzhledem k striktní ateistické politice země pro veřejnost uzavřena. Jednou z dominant města je také Velká mešita, zbudovaná v roce 1937 a obnovená po roce 1991. Nachází se tu dva pravoslavné kostely (sv. Pavla a sv. Jiří).

## Obecní správa a politika
Území města sousedí s Vorë na východě, dále s městy Shijak a Kavaja. Na severovýchodě hraničí s městem Krujë a Fushë-Krujë.

### Místní části
Drač je rozdělena na šest obvodů.
| Obvod | Obyvatel | Rozloha (km²) |
| ----- | -------- | ------------- |
| 1     | 28 789   | 2,98          |
| 2     | 28 902   | 1             |
| 3     | 27 674   | 0,6           |
| 4     | 53 409   | 10,32         |
| 5     | 64 776   | 15,8          |
| 6     | 4 004    | 15,6          |

### Zastupitelstvo a starosta
Město Drač zastupuje navenek starosta. Záležitosti města jsou schvalovány zastupitelstvem, které čítá 51 členů volených na období v délce 4 roků.

### Znak města
Městský znak byl schválen radou města v roce 1995. Tvoří jej bílá silueta pevnosti na tyrkysově modrém pozadí. Na tomto štítu je umístěn erb středověkého rodu Thopiů (zlatý lev na červeném pozadí), který vládl městu ve 14. století.

## Hospodářství

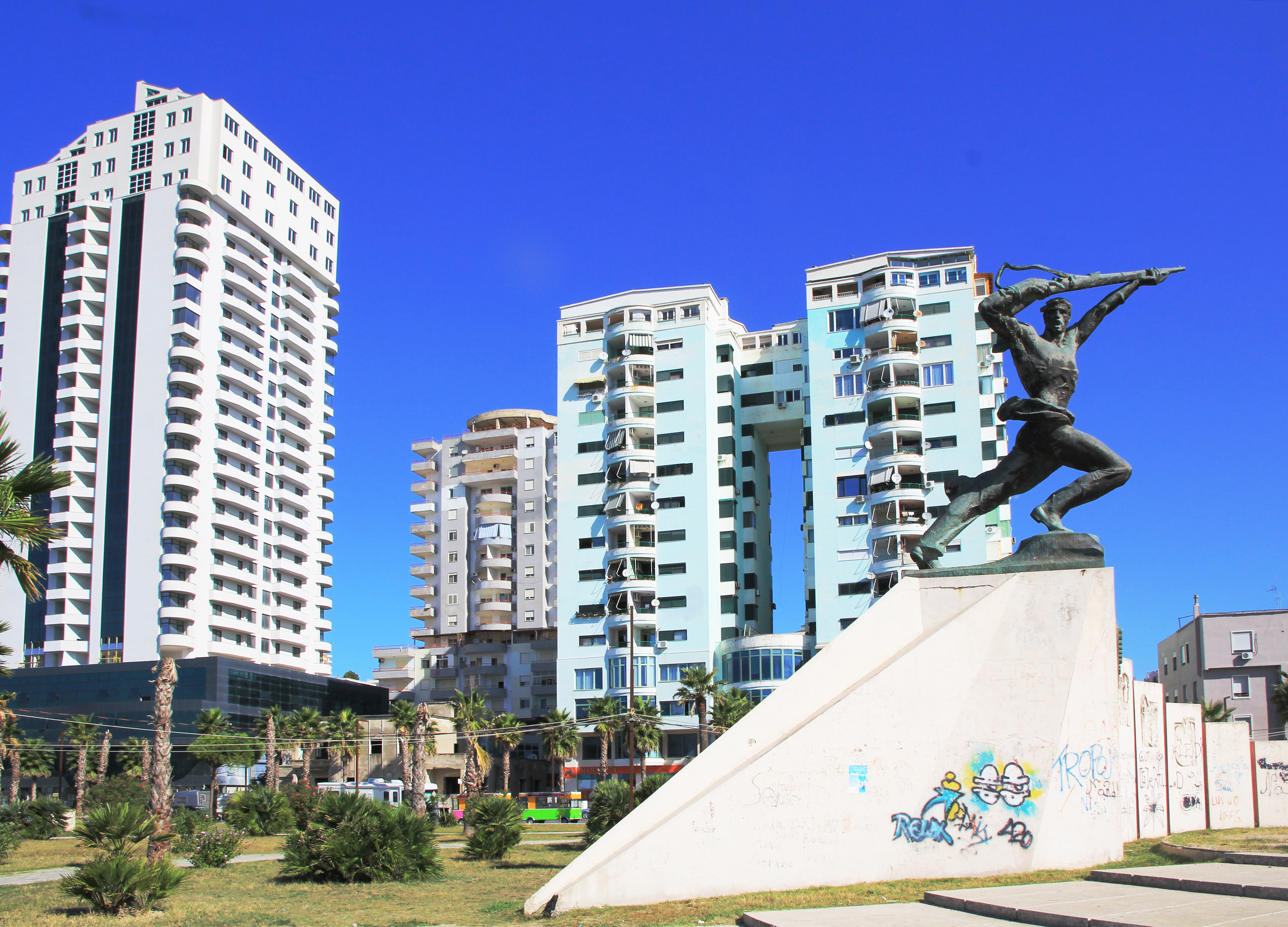
Střed města na počátku 21. století

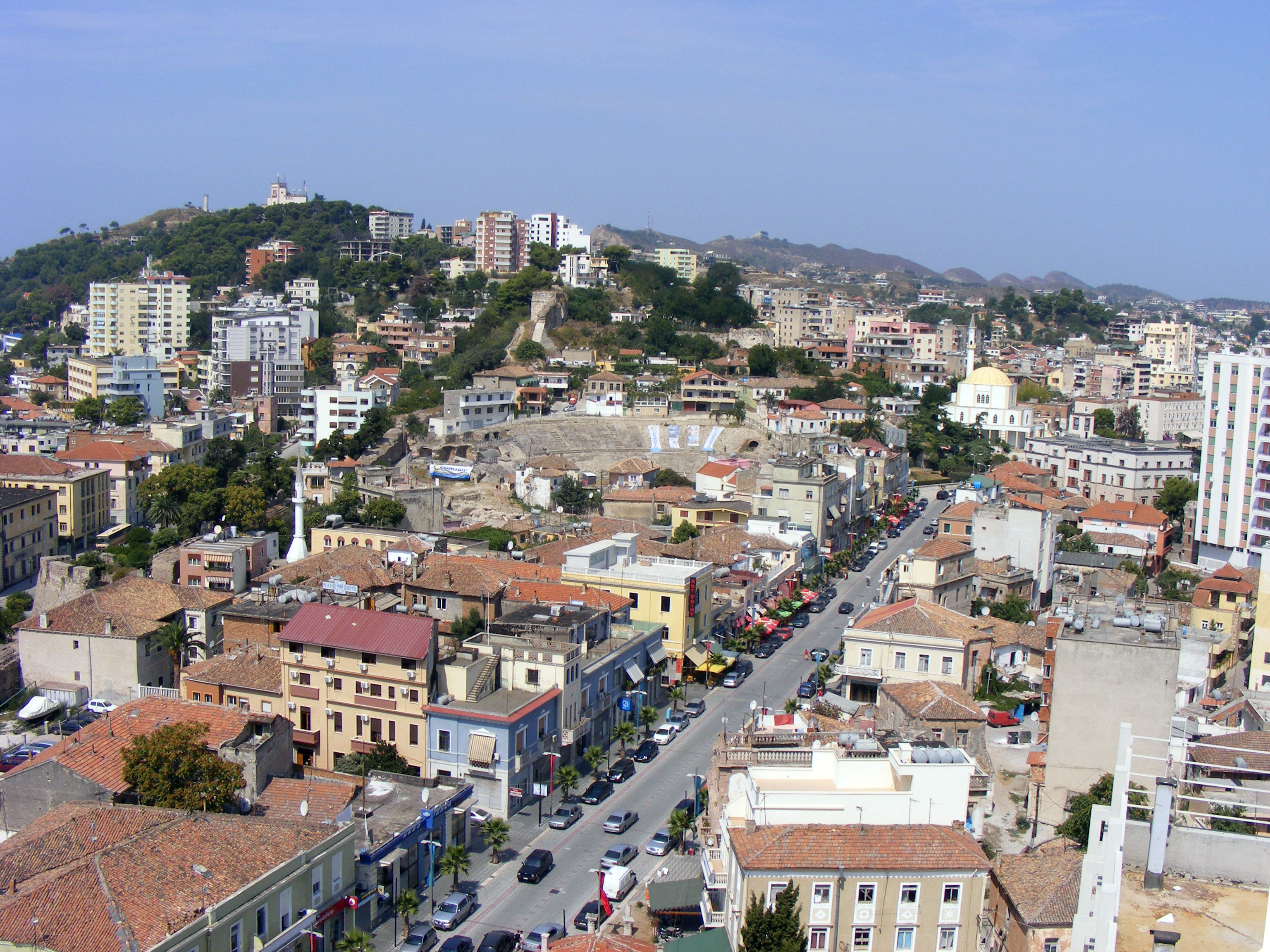
Pohled na město

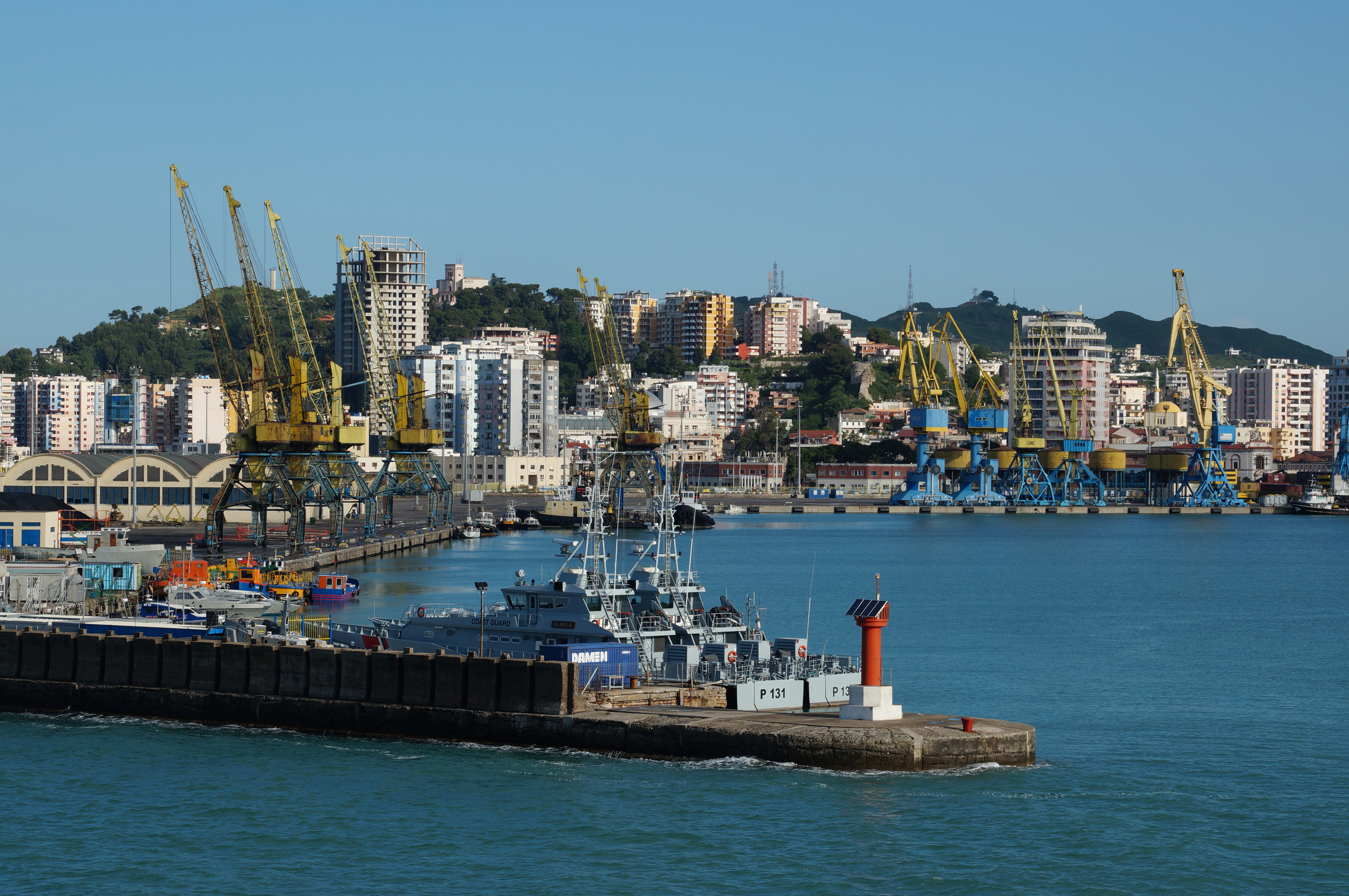
Dračský přístav

Drač je druhým největším ekonomickým centrem země po metropoli Tiraně. Míra nezaměstnanosti v Drači dosahovala v roce 2012 11,8 %, předpokládá se, že po zahrnutí i neregistrovaných osob bude, stejně jako je tomu i v zemích např. bývalé Jugoslávie, okolo 25 %.

### Zemědělství a ostatní prvovýroba
Okolní krajina severně a východně od města je intenzivně zemědělsky využívána. Kromě tradičních obilovin je také pěstováno víno.

### Průmysl
V souvislosti s industrializací země v druhé polovině 20. století byly v Drači a jejím okolí vybudovány podniky, které zpracovávají kůži, plasty a tabák. V Drači byly v dobách existence komunistické Albánie vyráběny cigarety značky Nish Cigare, dále zde byly závody na výrobu léků, krmiv, pesticidů.

### Služby
Po roce 1991 získaly hlavní význam v zaměstnanosti Drače služby, především turistika. Vhodné podmínky na jižním okraji města umožnily téměř nekontrolovatelný růst různých hotelů a dalších zařízení pro turisty, které přináší značný příjem pro město. Před vypuknutím pandemie covidu-19 město navštěvovalo až 800 000 lidí ročně. V třetí dekádě 21. století se město stalo oblíbenou destinací pro návštěvníky z nedalekého Srbska.
Severní pobřeží je rozvíjeno jako destinace pro movité turisty, jednotlivé resorty zde jsou budovány od roku 2009.

### Životní prostředí
Stejně jako v celé Albánii měla i Drač po dlouhou dobu značně problematický stav životního prostředí. V letech 2010–2011 byl vypracován celoměstský plán odpadního hospodářství, který si kladl za cíl zlepšit situaci v uvedeném směru.

## Doprava
Do Drače směřují hlavní albánské silnice i železnice. Panevropský koridor VIII začíná přímo zde, z Drače do Albánie směřují některé silnice I. třídy (SH2, SH4 a SH56). První uvedená má charakter čtyřproudé komunikace blížící se dálnici a je stavebně oddělena od dalších silničních tahů.
Z koncové stanice Durrës (společný terminál s autobusovým nádražím a osobním přístavem) vedly přes uzlové nádraží Shkozet železniční tratě směr Vorë (a dále Tirana, Skadar) a Rrogozhinë, Fier, Elbasan). Místní železniční trať do Tirany byla historicky nejstarší v Albánii, v současné době 2025 je však úsek od Drače zdevastován a trať tak končí před stanicí Vorë; zvažuje se její rekonstrukce.
Město má největší přístav v zemi. Je propojen pravidelnými trajektovými linkami s italskými městy Bari, Ancona a Terst. Přístav se rozkládá na ploše celkem 65 hektarů, hluboký je 7,3–11,5 metrů, táhne se po 1,4 km mořského pobřeží. Přístav zaměstnává okolo čtyř stovek lidí a dokáže odbavit až 1,5 milionu cestujících ročně. Dračský přístav co do velikosti následují na albánském pobřeží dále města Vlora a Shëngjin. Má klíčový význam také pro dopravu surovin mezi Jaderským a Černým mořem.
Nejbližší letiště je Letiště Tirana, vzdálené okolo 20 km východním směrem.

## Společnost

### Školství
Mezi vysoké školy, které v Drači působí, patří např. Univerzita v Drači, Vzdělávací institut bratrů Kajtazijů a veřejná univerzita Universiteti Aleksandër Moisiu, založená albánskou vládou 20. prosince 2005 a slavnostně otevřená v roce 2006, která jako jediná škola v Albánii používá americký vzdělávací systém.

### Sport
Působí zde fotbalový klub KS Teuta Durrës, založený v roce 1920, jeho domovským stadionem je Stadioni Niko Dovana.

## Kultura a pamětihodnosti
Díky dlouhým dějinám má Drač řadu historických pamětihodností, které jsou na území Albánie unikátní.
- Římský amfiteátr – venkovní divadlo z 2. století n. l., největší svého druhu na Balkáně s kapacitou až 15 000 lidí. Amfiteátr byl odkryt v roce 1966 a v současné době se zde koná pravidelně letní filmový festival.
- Římské lázně – původem z 2. století n. l.
- Forum – pozůstatky antického fóra z 5. století, které sloužilo i během prvních století říše byzantské.
- Dochovaná část hradeb – část hradeb z přelomu 5. a 6. století se dochovala do současné doby.
- Benátská věž – nachází se v blízkosti přístavu, na jižním konci dochovaných městských hradeb.
- Letní vila – sídlo albánského krále Zoga I. Byla zbudována v 20. letech 20. století a je jednou z dominant města, není pro veřejnost přístupná.
- Pravoslavná katedrála sv. Petra a sv. Astia

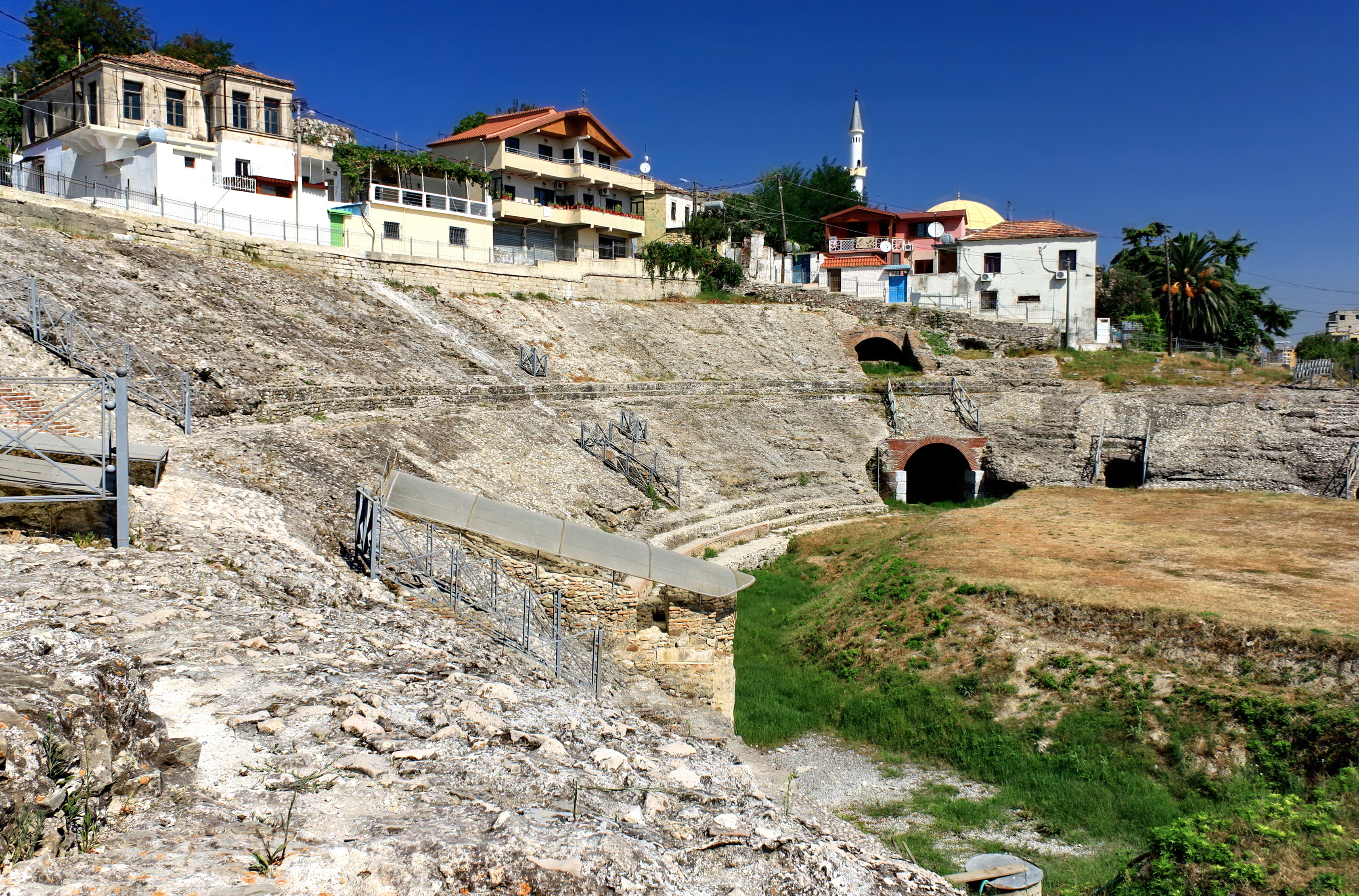
Římský amfiteátr
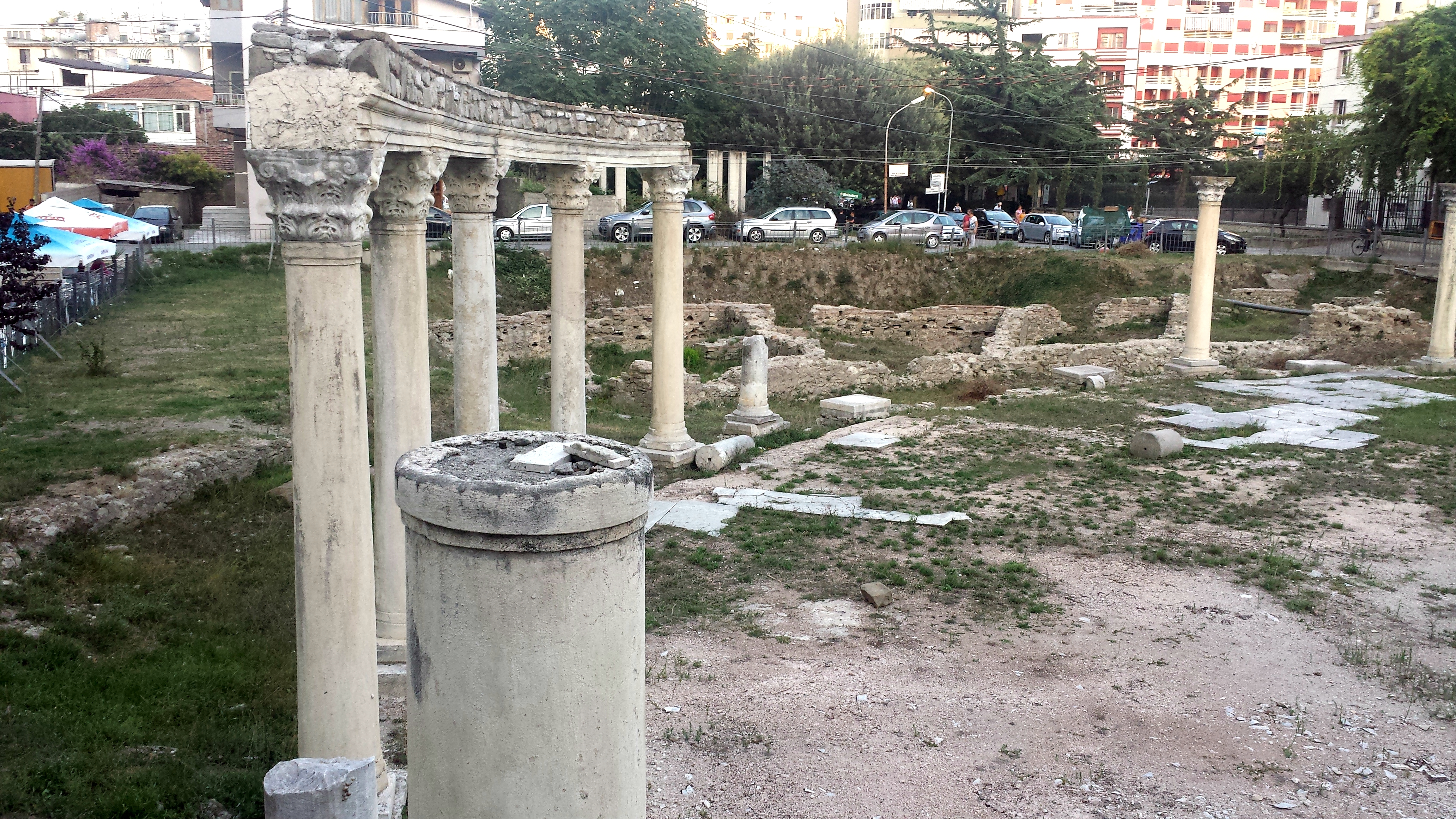
Pozůstatky byzantského fóra
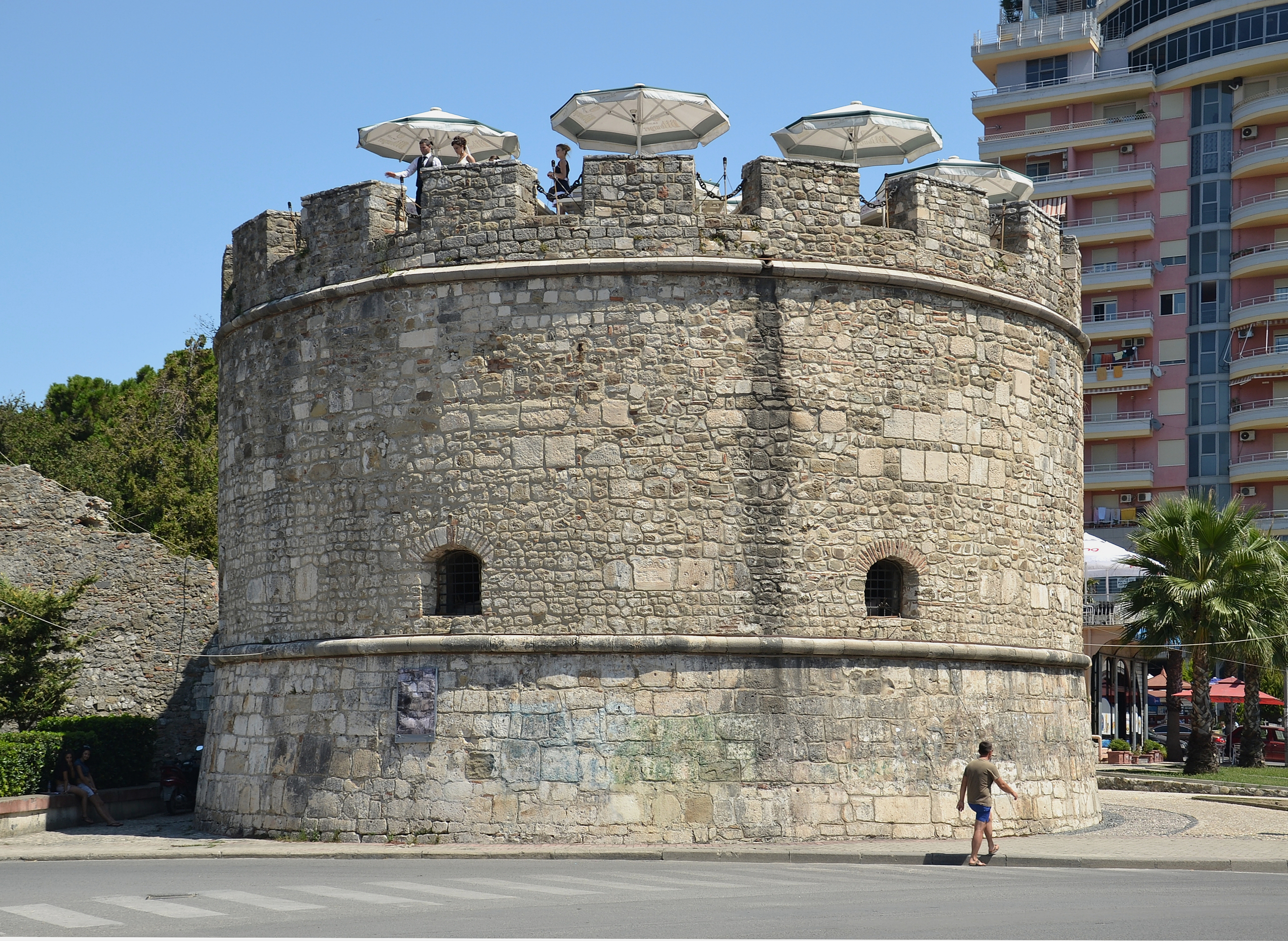
Benátská věž
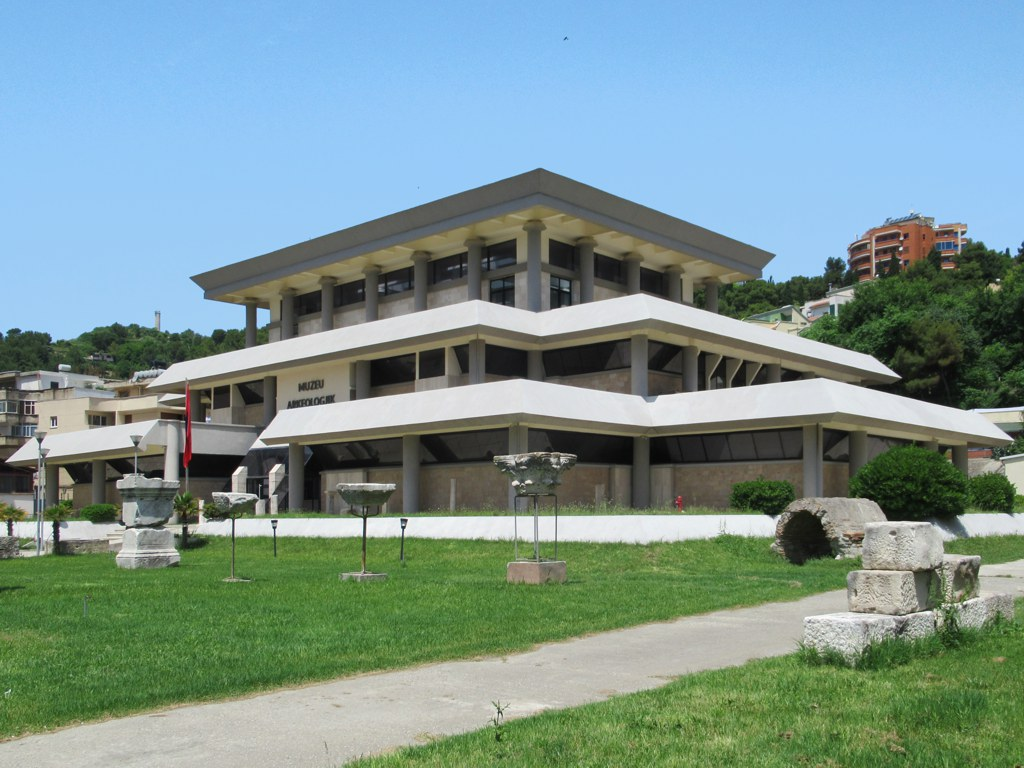
Budova archeologického muzea
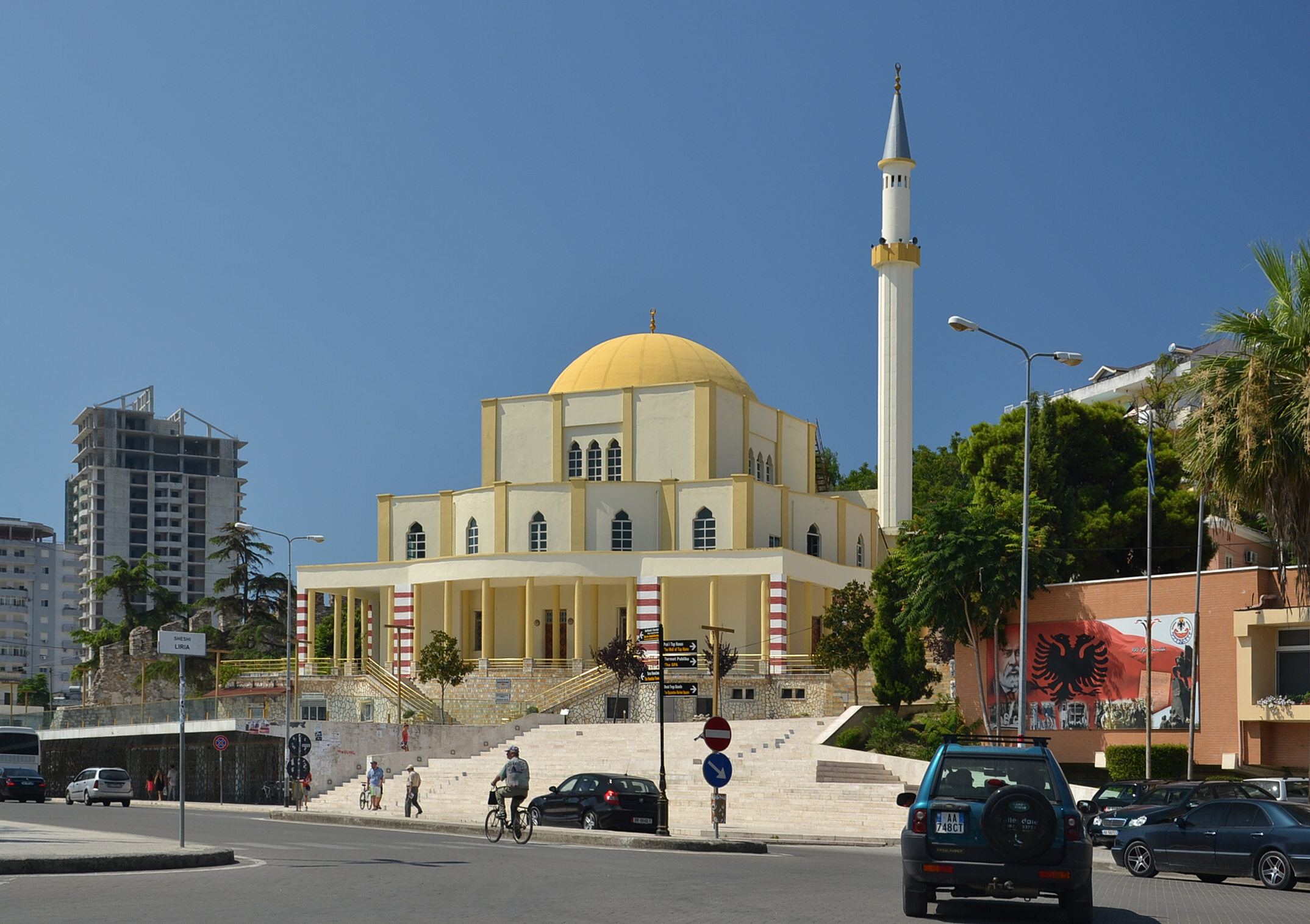
Velká mešita
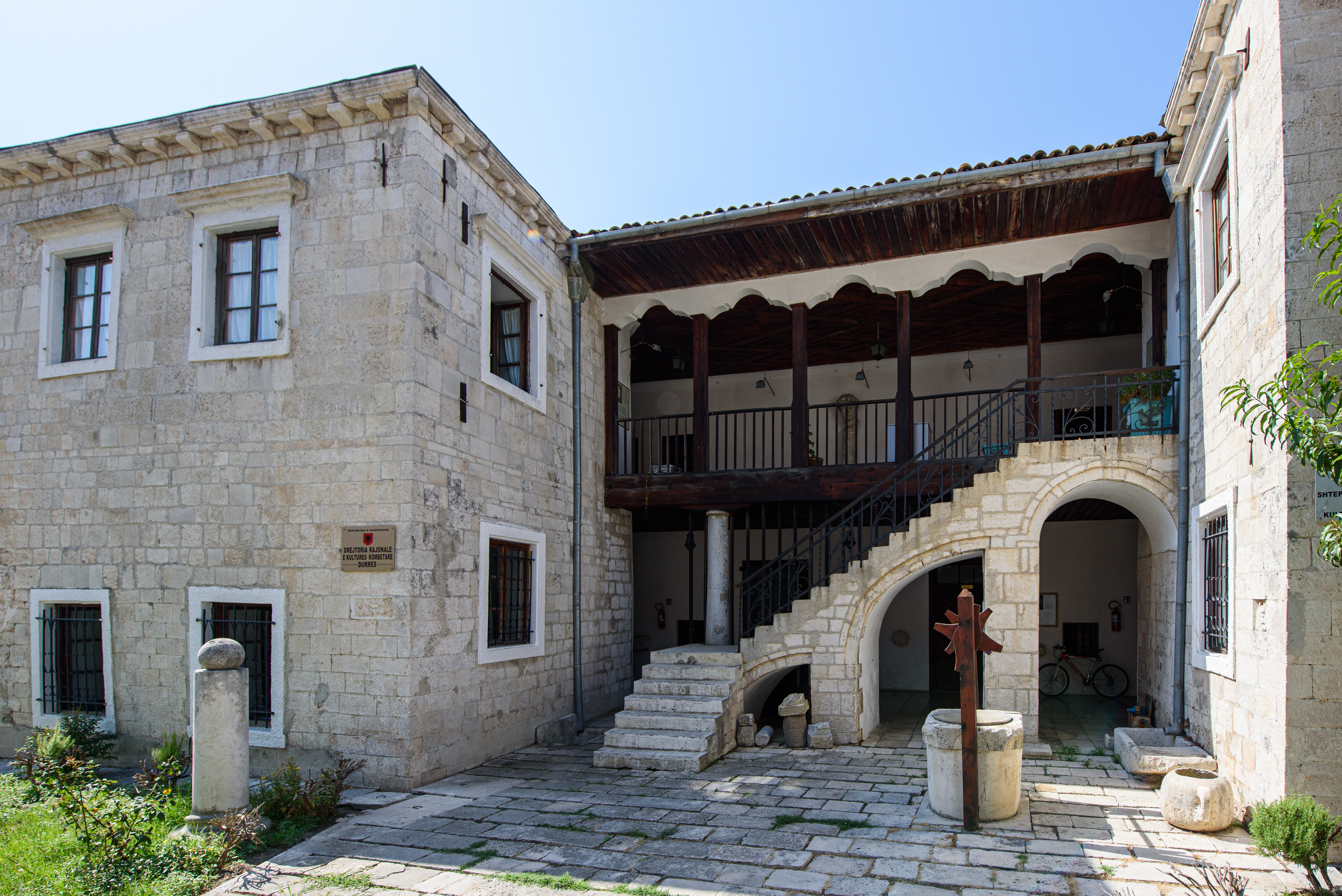
Budova etnografického muzea
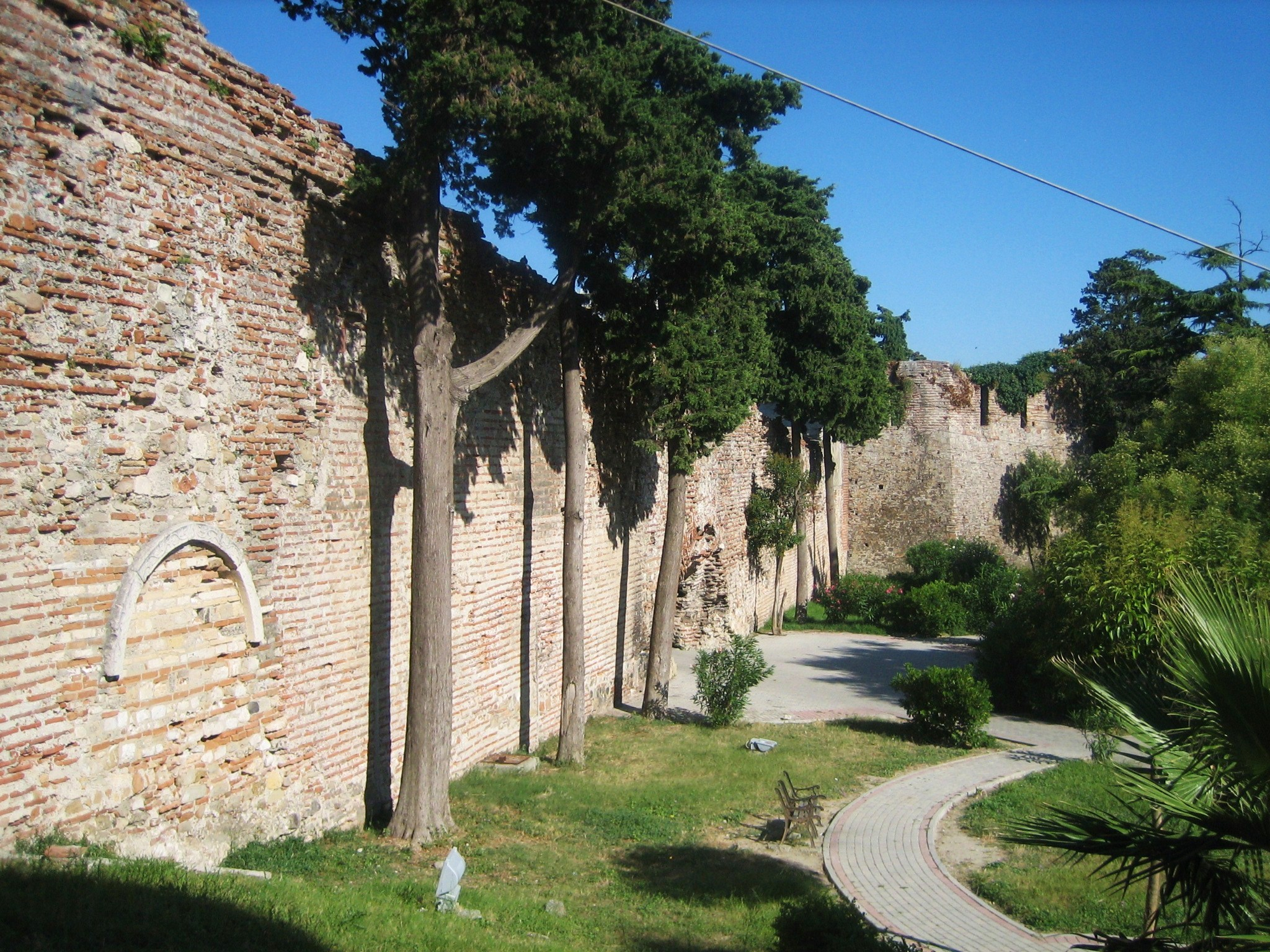
Pozůstatek hradeb

Nálezy z archeologických lokalit v Drači a jejím okolí jsou shromážděny v místním Archeologickém muzeu (albánsky Muzeu Arkeologjik), které je největší svého druhu v zemi.
Kromě toho se v Drači konají různé kulturní akce, jako např. každý rok balkánský folklorní festival.

## Osobnosti
- Astios (1. století), křesťanský mučedník a svatý
- Anastasios I. (430–518), byzantský císař
- Pelinus (kolem 620–662), biskup z Brindisi
- Abaz Çelkupa (1855–1926), politik a zakladatel Albánie
- Nako Spiru (1918–1947), politik
- Pal Engjëlli, arcibiskup dračský, kardinál
- Panajot Pano (1939–2010), fotbalista
- Namik Dokle (* 1946), spisovatel, novinář a politik
- Pëllumb Xhufi (* 1952), velvyslanec
- Elvira Dones (* 1960), spisovatelka
- Arian Leka (* 1966), spisovatel
- Bujar Nishani (1966–2022), prezident Albánské republiky
- Fatmir Mediu (* 1967), politik
- Gazmend Oketa (* 1968), politik
- Ina Rama (* 1972), státní zástupce Albánské republiky
- Sokol Olldashi (1972–2013), politik
- Mirela Manjaniová (* 1976), oštěpařka
- Gjergj Meta (* 1976), římskokatolický kněz, biskup v Rrëshenu
- Bledi Shkembi (* 1979), fotbalista
- Erald Dervishi (* 1979), šachový velmistr
- Edmond Kapllani (* 1982), fotbalista
- Rezarta Shkurta (* 1986), zpěvák
- Luiza Gega (* 1988), atletka
- Sevian Daupi (* 1989), hráč rugby
- Sokol Olldashi, politik
- Namik Dokle, politik
- Bujar Nishani, politik
- Lazër Vlashi, herec
- Fadil Hasa, herec
- Prokop Mima, herec
- Kozma Lara, skladatel
- Kreshnik Qato, boxer
- Idriz Çinari, atlet
- Gazmend Oketa, politik
- Ferdinand Xhaferaj, politik
- Orges Shehi, fotbalista
- Edmond Kapllani, fotbalista
- Emiljano Vila, fotbalista
- Prokop Mima, fotbalista

## Partnerská města
- Istanbul
- Bitonto
- Bari
- Ulcinj
- Soluň
- Prizren